# Snowboard-Weltmeisterschaften 2003
Die 5. FIS Snowboard-Weltmeisterschaften fanden vom 12. bis 19. Jänner 2003 am Kreischberg bei Murau (Österreich) statt.

## Männer

### Parallel-Riesenslalom
Die Slalomwettbewerbe der Männer hatten mit 82 Sportlern das größte Teilnehmerfeld der Weltmeisterschaften. Im Parallel-Riesenslalom waren nur 16 für das Achtelfinale qualifiziert. Acht von ihnen erreichten das Halb- und vier die Finalrunde. Dort starteten sie gegeneinander um die Medaillen, während die im Halbfinale Unterlegenen in einer Consolation-Runde um die weiteren Plätze liefen.
| Platz | Land       | Sportler          |
| ----- | ---------- | ----------------- |
| 1     | Slowenien  | Dejan Košir       |
| 2     | Schweiz    | Simon Schoch      |
| 3     | Frankreich | Nicolas Huet      |
| 4     | Frankreich | Mathieu Bozzetto  |
| 5     | Österreich | Siegfried Grabner |
| 6     | Schweiz    | Gilles Jaquet     |
| 7     | USA        | Chris Klug        |
| 8     | Italien    | Simone Salvati    |

| Philipp Schoch (10.)  |
| Andre Grütter (14.)   |
| Markus Ebner (15.)    |
| Alex Deubl (21.)      |
| Patrick Bussler (32.) |

| Michele Laghi (44.)    |
| Felix Stadler (DNF)    |
| Alexander Maier (DNF)  |
| Mathias Behounek (DNF) |
| Urs Eiselin (DNF)      |

### Parallelslalom
Die Slalomwettbewerbe der Männer hatten mit 82 Sportlern das größte Teilnehmerfeld der Weltmeisterschaften. Die 16 zeitbesten Snowboarder erreichten das Achtelfinale. Die Sieger der direkten Läufe gegeneinander kämpften in den Finalläufen um die Medaillen.
| Platz | Land       | Sportler          |
| ----- | ---------- | ----------------- |
| 1     | Österreich | Siegfried Grabner |
| 2     | Frankreich | Mathieu Bozzetto  |
| 3     | Schweiz    | Simon Schoch      |
| 4     | Frankreich | Nicolas Huet      |
| 5     | Slowenien  | Dejan Košir       |
| 6     | Österreich | Harald Walder     |
| 7     | Schweiz    | Gilles Jaquet     |
| 8     | USA        | Ryan McDonald     |

| Datum: 14. Jänner 2003           |
| Höhenunterschied: 78 m, Tore: 20 |
| Philipp Schoch (10.)             |
| Michael Dabringer (11.)          |
| Markus Ebner (15.)               |
| Urs Eiselin (17.)                |
| Michael Layer (18.)              |
| Mathias Behounek (23.)           |
| Felix Stadler (29.)              |
| Christian Veit (34.)             |
| Michele Laghi (47.)              |

### Halfpipe
In der Halfpipe starteten 52 Sportler, von denen sich zwölf für die Finalrunde qualifizierten.
| Platz | Land     | Sportler        |
| ----- | -------- | --------------- |
| 1     | Schweiz  | Markus Keller   |
| 2     | Schweden | Stefan Karlsson |
| 3     | USA      | Steven Fisher   |

| Datum: 17. Jänner 2003                                              |
| Halfpipe (Länge / Breite / Höhe): 120 / 18,5 / 5,40 m; Neigung: 17° |
| Jan Michaelis (9.)                                                  |
| Xaver Hoffmann (14.)                                                |
| Christophe Schmidt (16.)                                            |
| Vinzenz Lüps (17.)                                                  |
| Renato Spaeni (32.)                                                 |
| Florian Mausser (41.)                                               |

### Big Air
Beim Big Air starteten 41 Snowboarder, wobei einer disqualifiziert wurde, 25 die zweite Runde erreichten und 12 die Finalrunde.
| Platz | Land     | Sportler      |
| ----- | -------- | ------------- |
| 1     | Finnland | Risto Mattila |
| 2     | Schweden | Simon Ax      |
| 3     | Finnland | Antti Autti   |

| Datum: 18. Jänner 2003     |
| Renato Spaeni (8.)         |
| Vinzenz Lüps (10.)         |
| Dominik Hörner (19.)       |
| Christophe Schmidt (22.)   |
| Marcus Poschenrieder (25.) |
| Florian Mausser (36.)      |

### Snowboardcross
Bei diesem Wettbewerb treten die Snowboarder in Vierergruppen gegeneinander an. 70 Sportler traten zum Wettkampf an, von denen 32 die Qualifikationsrunde überstanden. In Achtel- und Viertelfinals schied jeweils die Hälfte aus, so dass acht Athleten die zwei Halbfinalläufe erreichten. Die Besseren kämpften im Big Final um die Medaillen, die Unterlegenen im Small Final um die weiteren Plätze.
| Platz | Land       | Sportler            |
| ----- | ---------- | ------------------- |
| 1     | Frankreich | Xavier De Le Rue    |
| 2     | USA        | Seth Wescott        |
| 3     | Kanada     | Drew Neilson        |
| 4     | Schweiz    | Guillaume Nantermod |
| 5     | Schweiz    | Manuel Uhlmann      |
| 6     | Frankreich | Guillaume Sachot    |
| 7     | Österreich | Dieter Krassnig     |
| 8     | Österreich | Alexander Koller    |

| Datum: 19. Jänner 2003  |
| Höhenunterschied: 137 m |
| Alexander Maier (11.)   |
| Marco Huser (18.)       |
| Sven Unger (19.)        |
| Markus Ebner (21.)      |
| Xavier Jordan (24.)     |
| Lukas Grüner (30.)      |
| Rolf Gisler (32.)       |
| Michael Layer (34.)     |
| Tobias Fischer (36.)    |

## Frauen

### Parallel-Riesenslalom
Im Parallel-Riesenslalom traten 57 Frauen gegeneinander an. Die besten 16 des ersten Laufes qualifizierten sich für das Achtelfinale. Die Sieger der Läufe erreichten die Halbfinale. Die dort siegreichen vier Snowboarderinnen traten in der Finalrunde gegeneinander an und kämpften um die Medaillen.
| Platz | Land        | Sportler         |
| ----- | ----------- | ---------------- |
| 1     | Schweiz     | Ursula Bruhin    |
| 2     | Frankreich  | Julie Pomagalski |
| 3     | Deutschland | Heidi Renoth     |
| 4     | Italien     | Lidia Trettel    |
| 5     | Frankreich  | Karine Ruby      |
| 6     | Österreich  | Maria Pichler    |
| 7     | Finnland    | Anna Heiramo     |
| 8     | USA         | Stacia Hookom    |

| Datum: 13. Jänner 2003            |
| Höhenunterschied: 185 m, Tore: 30 |
| Daniela Meuli (10.)               |
| Heidi Neururer (15.)              |
| Claudia Riegler (16.)             |
| Corinne Mottu (25.)               |
| Manuela Riegler (28.)             |
| Sandra Farmand (37.)              |
| Milena Meissner (DNF)             |
| Fränzi Kohly (DNF)                |

### Parallelslalom
Beim Wettbewerb starteten 63 Sportlerinnen, von denen 16 die Qualifikation für das Achtelfinale bestanden, acht erreichten das Halbfinale, vier den Finallauf um die Medaillen.
| Platz | Land       | Sportler                    |
| ----- | ---------- | --------------------------- |
| 1     | Frankreich | Isabelle Blanc              |
| 2     | Frankreich | Karine Ruby                 |
| 3     | Schweden   | Sara Fischer                |
| 4     | USA        | Rosey Fletcher              |
| 5     | Finnland   | Anna Heiramo                |
| 6     | Österreich | Claudia Riegler             |
| 7     | Frankreich | Florine Valdenaire          |
| 8     | Italien    | Dagmar Mair unter der Eggen |

| Datum: 15. Jänner 2003           |
| Höhenunterschied: 80 m, Tore: 20 |
| Heidi Krings (9.)                |
| Maria Pichler (18.)              |
| Heidi Neururer (19.)             |
| Daniela Meuli (22.)              |
| Sandra Farmand (25.)             |
| Perrine Bühler (32.)             |
| Ursula Bruhin (DSQ)              |
| Milena Meisser (DSQ)             |
| Heidi Renoth (DNF)               |

### Halfpipe
In der Halfpipe starteten 37 Snowboarderinnen, von denen zwölf die Finalrunde erreichten.
| Platz | Land       | Sportler          |
| ----- | ---------- | ----------------- |
| 1     | Frankreich | Doriane Vidal     |
| 2     | Österreich | Nicola Pederzolli |
| 3     | Schweiz    | Fabienne Reuteler |
| 4     | Kanada     | Dominique Vallée  |
| 5     | Italien    | Romina Masolini   |
| 6     | Schweiz    | Andrea Schuler    |
| 7     | Kanada     | Maëlle Ricker     |
| 8     | Frankreich | Cécile Alzina     |

| Datum: 16. Jänner 2003                                                  |
| Halfpipe (Länge / Breite / Höhe): 120 m / 18,5 m / 5,40 m, Neigung: 17° |
| Mirjam Marbach (11.)                                                    |
| Manuela Lara Pesko (14.)                                                |
| Verena Höfer (23.)                                                      |
| Annette Steinbauer (26.)                                                |
| Vroni Brandt (29.)                                                      |
| Silvia Mittermüller (32.)                                               |

### Snowboardcross
In dieser Disziplin starteten 33 Snowboarderinnen, von denen sich 16 für das Viertelfinale qualifizierten. Acht erreichten das Halbfinale. Die in zwei Läufen auf den Plätzen 1 und 2 Einkommenden, erreichten den Finallauf – das Big Final – um die Medaillen, die anderen liefen im Small Final um die Platzierungen.
| Platz | Land        | Sportler          |
| ----- | ----------- | ----------------- |
| 1     | Frankreich  | Karine Ruby       |
| 2     | Österreich  | Ursula Fingerlos  |
| 3     | Frankreich  | Victoria Wicky    |
| 4     | Österreich  | Manuela Riegler   |
| 5     | Schweiz     | Tanja Frieden     |
| 6     | Deutschland | Vroni Brandt      |
| 7     | Italien     | Jennifer Frino    |
| 8     | Frankreich  | Déborah Anthonioz |

| Datum: 19. Jänner 2003     |
| Höhenunterschied: 137 m    |
| Doresia Krings (9.)        |
| Claudia Hausermann (13.)   |
| Olivia Nobs (17.)          |
| Doris Günther (23.)        |
| Kathrin Kellenberger (26.) |

## Medaillenspiegel
| Platz  | Land        |   |   |   |    |
| ------ | ----------- | - | - | - | -- |
| 1      | Frankreich  | 4 | 3 | 2 | 9  |
| 2      | Schweiz     | 2 | 1 | 2 | 5  |
| 3      | Österreich  | 1 | 2 | 0 | 3  |
| 4      | Finnland    | 1 | 0 | 1 | 2  |
| 5      | Slowenien   | 1 | 0 | 0 | 1  |
| 6      | Schweden    | 0 | 2 | 1 | 3  |
| 7      | USA         | 0 | 1 | 1 | 2  |
| 8      | Deutschland | 0 | 0 | 1 | 1  |
| 8      | Kanada      | 0 | 0 | 1 | 1  |
| Gesamt | Gesamt      | 9 | 9 | 9 | 27 |